# Der Zwiebelfisch
Der Zwiebelfisch war eine (Satire-)Zeitschrift, die sich mit Typografie, Schrift, Buchkunst, Verlagswesen, Literatur und Kunst beschäftigte.
Er erschien von 1909 bis 1934 mit insgesamt 24 Jahrgängen; zwischen 1946 und 1948 erschien ein 25. Jahrgang.
Der Zwiebelfisch kann bedingt zu den Kunst- und Literaturzeitschriften der Münchner Moderne vor dem Ersten Weltkrieg gerechnet werden, zu denen Pan, Jugend, Die Insel und Hyperion gehören. Verleger war der Münchner Buchkunstverleger Hans von Weber (1872–1924), Herausgeber der ersten drei Ausgaben war der Schriftsteller Franz Blei, von da an bis zu seinem Tod im April 1924 der Verleger selbst.

## Idee, Namen und Gründung
Der Zwiebelfisch war eine Zeitschrift des Münchner Hyperion-Verlages Hans von Weber. Der junge Verlag gab von 1908 bis 1910 die Literaturzeitschrift Hyperion heraus und verlegte darüber hinaus bibliophile Bücher in limitierten Auflagen. Dabei verlegte er einige bis dahin unbekannte Autoren und Künstler und half damit, deren Erfolg zu begründen (z. B. Franz Kafka, Thomas Mann, Alfred Kubin, Franz Kolbrand, Carl Sternheim, Klabund). Mit dem Zwiebelfisch produzierte der Verlag eine Zeitschrift „für Geschmack in Büchern und anderen Dingen“, die schnell zu einer wichtigen Werbeplattform des Verlages wurde und neben satirischen und fachlichen Beiträgen einen hohen Anteil an Verlagsanzeigen (sowohl eigener, als auch solcher befreundeter Verlage) aufwies. Die ursprüngliche Idee stammte von Hans von Weber und dem Leipziger Drucker Carl Ernst Poeschel, dessen Druckerei Poeschel & Trepte auch den Druck besorgte, und sie bestand in dem Aprilscherz, (…) einen Verlagskatalog in Form der ersten Nummer einer neuen Zeitschrift herauszugeben, die überhaupt nicht weiter erscheinen sollte. Das erste Heft erschien zum 1. April 1909, das Vorwort schließt mit den Worten: „Der Verlag wünscht ferner noch mitzuteilen, daß 25 Exemplare des Zwiebelfisch auf tibetanisches Toktubajanpapier abgezogen werden.“ Eigenen Angaben zufolge hat von Weber tatsächlich einige Hefte auf „einem in Waschblau getunktem greulich aussehenden Papiere gedruckt“, konnte sich aber nicht dazu durchringen, diese „schauderhafte Luxusausgabe“ tatsächlich zu verkaufen. Eines dieser Hefte soll jedoch gratis ausgeliefert worden sein. Zwiebelfische sind in der Druckersprache einzelne, versehentlich aus einer falschen Schrift gesetzte Zeichen im Text, die darauf zurückzuführen sind, dass im Handsatz Typen nach dem Druck versehentlich an die falsche Position im Setzkasten zurückgelegt wurden.

## Erscheinungsweise, Ziele und Inhalte
Die Zeitschrift erschien von 1909 an bis 1925 in 19 Jahrgängen mit bis zu sechs Ausgaben. Der 20. Jahrgang erschien 1926/28, der 21. ebenfalls 1928, der 22. 1928/29, der 23. Jahrgang 1930/33. Der 24. Jahrgang 1934 (vermutlich Wien) und der 25. und letzte 1946/1948 waren nicht mehr mit dem Verlag von v. Weber verbunden. Inhalte und Untertitel (u. a. Kleine Zeitschrift für Buchwesen und Typographie, kleine Zeitschrift für Geschmack in Büchern und anderen Dingen) wechselten mehrfach. Das Zeitschriftensignet zeichnete Walter Tiemann, Einbanddecken und Illustrationen vieler Nummern bis 1924 stammten von Emil Preetorius.
Der Zwiebelfisch beschäftigte sich als eine der ersten deutschen Zeitschriften ausführlich mit Typografie. Sie veröffentlichte die neuesten Schriftschnitte der großen Schriftgießereien und äußerte sich zu Fragen der Schriftanwendung. In den ersten 15 Jahren ihres Erscheinens war die Zeitschrift stark von der Persönlichkeit des Verlegers Hans von Weber geprägt. Sie griff Fragen des Buchhandels und der Buchgestaltung auf und orientierte sich bei Auftritt und Aggressivität am Simplicissimus. Zu den Autoren zählten Schriftsteller wie Kurt Martens, aber auch der Typograph Rudolf Koch, der Buchbinder Carl Sonntag jun. und der Redakteur und Bibliophilen Fedor von Zobeltitz. Weitreichende Bekanntheit erlangte die Zeitschrift durch mehrere Rechtsstreitigkeiten, die als Folge von Artikeln u. a. mit Anton Kippenberg (der Dublettenkönig) und den Verlagen Ullstein, Stielke und Hillger (Feldbuchhandlungen) anhängig wurden.

## Ableger, Sonderformen und Nachfolger
Durch die Satireform regte die Zeitschrift zur Nachahmung, aber auch zum Widerspruch an. So erschien z. B. in den Niederlanden die Zeitschrift De Zilverdistel, die sich auf den Zwiebelfisch als Vorbild bezog. Der Verleger Hans von Weber selbst produzierte den Winkelhaken, der als Zeitschrift für die Bezieher der Hundertdrucke den buchgestalterischen Aspekt des Zwiebelfischs fortführte.
Nach den ersten erfolgreichen Jahren erschien 1913 Das kleine Zwiebelfisch-Kulturkratzbürstenvademecum, in dem verschiedene populäre Themen der vorangegangenen Jahrgänge nochmals aufgegriffen wurde. Ferner brachte der Verlag jährlich den Hyperion-Almanach heraus, der die aus Verlagssicht wichtigsten Ereignisse des Jahres kommentierte.
Als Reaktion auf eine durch von Weber angestrengte Verleumdungsklage erschien im Juni 1918 Der Arion des Zwiebelfischs – eine ichthyologische Untersuchung von Artur Seemann, eine ausführliche Auseinandersetzung des Leipziger Verlegers mit den Inhalten des Zwiebelfischs. Das Heft war in Format und Erscheinungsbild dem Zwiebelfisch nachempfunden.